# Chilo recalvus
Chilo recalvus là một loài bướm đêm trong họ Crambidae.